# 西柏坡纪念馆
西柏坡纪念馆，位于河北省石家庄市平山县西柏坡，是介绍中共中央及中国人民解放军总部驻西柏坡期间历史的博物馆，为国家一级博物馆，是中共石家庄市委直属正县级事业单位。

## 历史
西柏坡位于今河北省平山县中部，1940年代因物产丰饶曾被聂荣臻誉为晋察冀边区的“乌克兰”。西柏坡村是解放战争时期中央工委、中共中央、中国人民解放军总部的所在地。1947年5月，刘少奇、朱德率中央工委进驻西柏坡。1948年5月，毛泽东、周恩来、任弼时率中央前委和解放军总部抵达西柏坡，与中央工委汇合。在西柏坡，中共中央召开了中国共产党全国土地会议，通过了《中国土地法大纲》，实现了“耕者有其田”；指挥了辽沈战役、淮海战役、平津战役；召开了中共七届二中全会，毛泽东在会上提出了“两个务必”。1949年3月23日，中共中央和解放军总部离开西柏坡赴北平（今北京）。中共中央离开西柏坡后，留守人员与建屏县人民政府（1958年12月建屏县撤销，并入平山县）对西柏坡中共中央旧址进行了交接。1955年，河北省博物馆联合当地人民政府成立了西柏坡纪念馆筹备处。

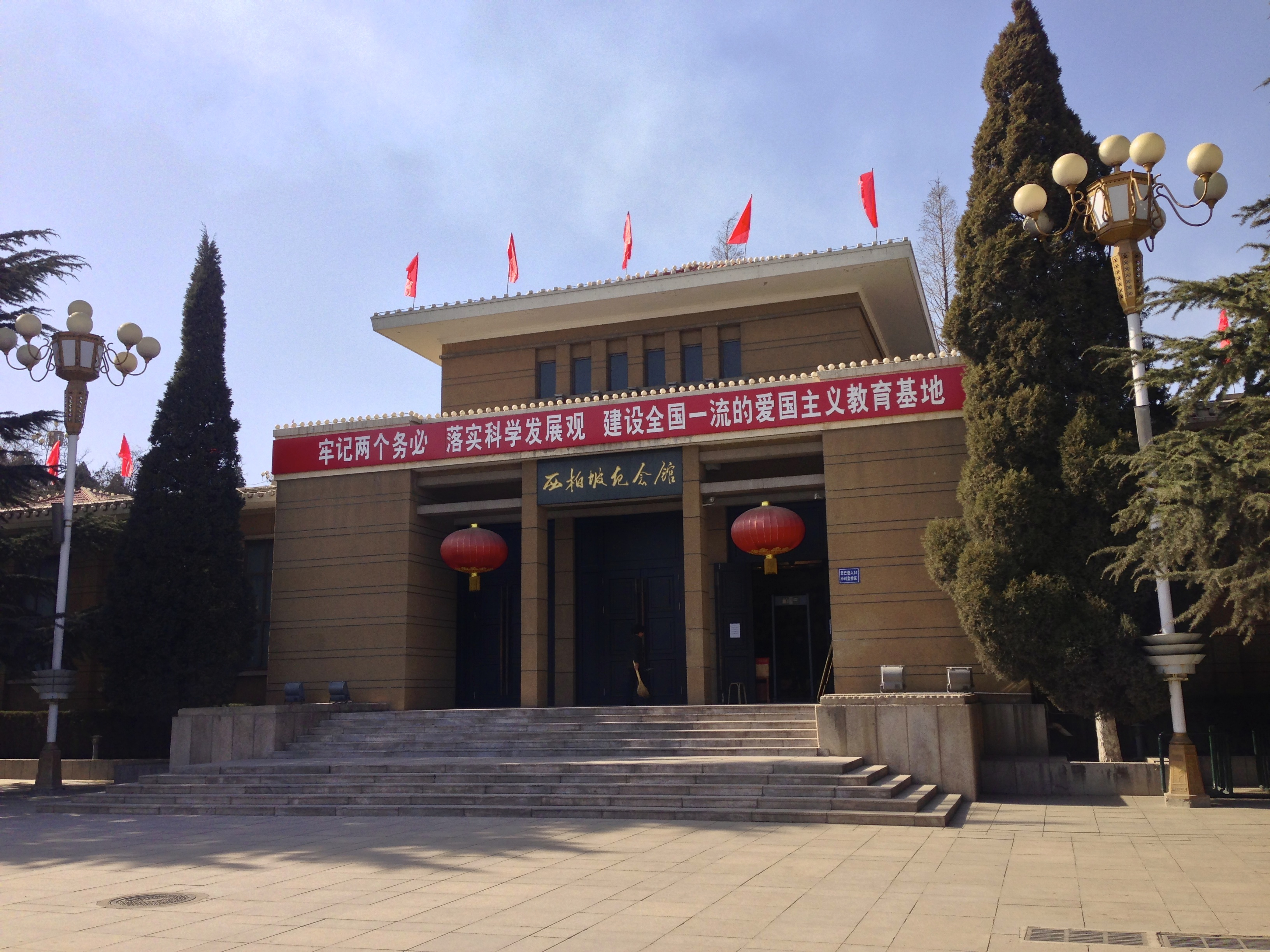
西柏坡纪念馆

西柏坡村前的滹沱河常发生水灾。为根治水患，1957年7月全国人民代表大会审议了修建岗南水库的议案，当时有两种方案：一是在平山县西岗南村修坝建库，库容大、蓄水多，但会淹没西柏坡；二是在建屏县南庄村修坝建库，库容小、蓄水少，但不淹没西柏坡。大会经讨论后请示毛泽东，毛泽东拍板采用前一方案。1958年3月10日，岗南水库开工，滹沱河两岸55个村庄，8791户35798人搬迁。1958年8月，经河北省批准，建屏县成立西柏坡纪念馆筹备处，并将西柏坡中共中央旧址的全部纪念建筑物迁至朱德总司令旧居的后山复建。8月下旬，中共建屏县委书记焦汤铭、县长刘贝山、县委文教部长刘颢祥、宣传部长边学孟等考查迁移地形后形成统一意见。同年9月，河北省文化局秘书李捷民审查地形并同意。10月迁建工程开始，县委调140多名民工平垫新址，县委组织部派县工会主席孙中义指导，文化馆李惠民来馆整理资料，许凤鸣负责财务。迁建期间，石家庄评剧团、元氏剧团、平调落子剧团来慰问演出，文物出版社、河北日报社、河北美术出版社也来采访拍照。

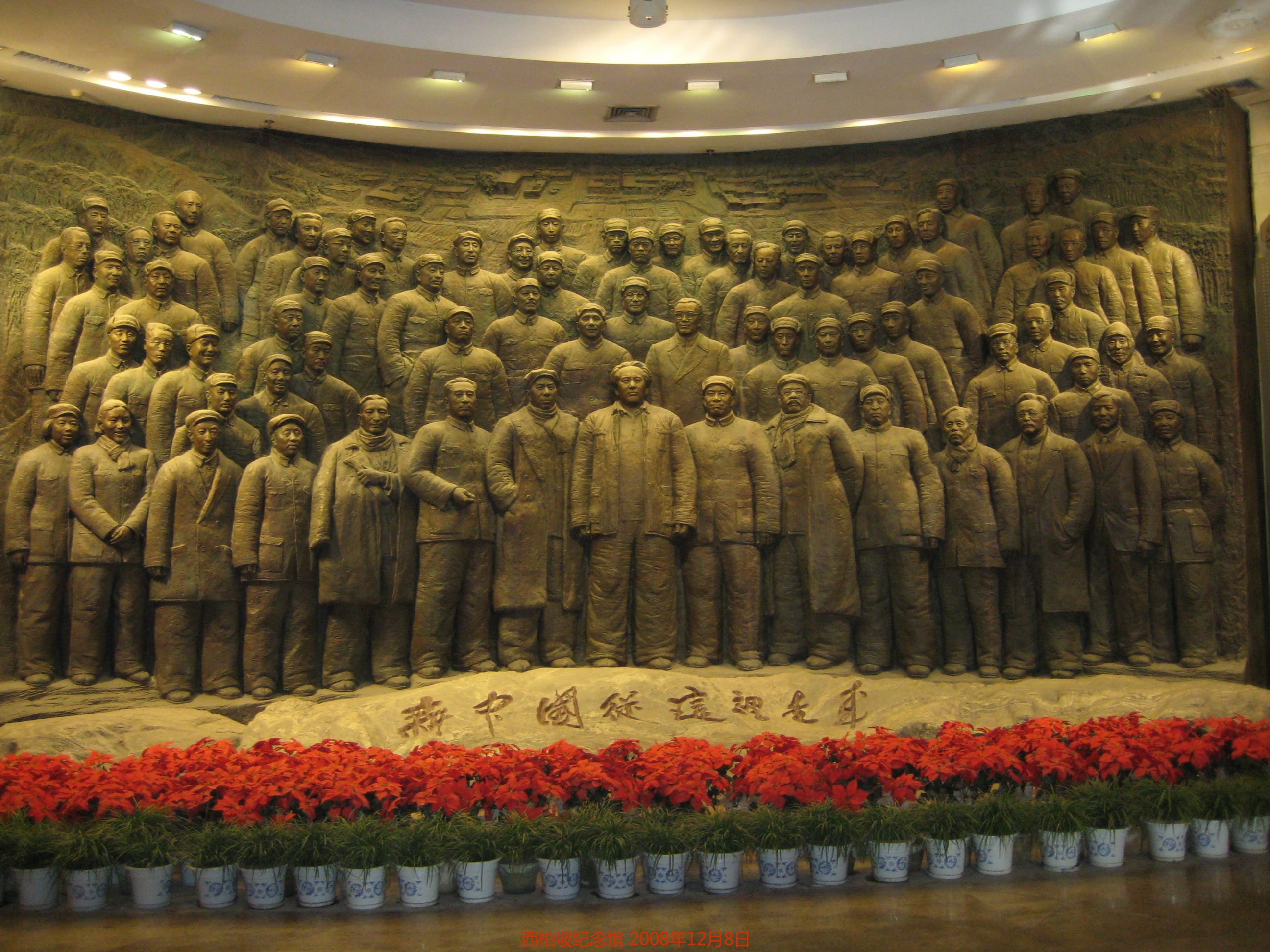
西柏坡纪念馆《新中国从这里走来》77位领导人浮雕

1959年4月19日，西柏坡纪念馆筹备处接到河北省人大停工指示：“一、迁建物资由平山县处理，不建房屋；二、建纪念碑一座；三、中共中央旧址的所有文物交河北省博物馆；四、结合移民征集革命文物；五、由文物工作队整理资料并上报省有关部门，同时结束工作。”迁建工程随即停工，当时仅建好临时用房24间。随后开始整理文物。按岗南水库通知，在1959年6月须全部搬清准备蓄洪。5月，河北省文物工作队冯秉琪等三人到纪念馆筹备处整理资料，绘各旧居建筑图样并拍照，仅用10天便完成。
柏坡公社移民拆搬及运输工作也很紧迫，中共平山县委指示各公社派志愿人员来支援。西柏坡纪念馆全部纪念建筑物由岗南公社承包，自6月5日开始拆搬，8天后已拆除任弼时旧居、周恩来旧居、大伙房南房、朱德总司令西厢房，后因工期到期不再有供应粮，岗南民工停工回公社。旧址剩余建筑由清库委员会派水库民工、无极连继续拆运，12天后拆完大部建筑，仅剩朱德总司令石窑洞及新华社办公室因用作小学教室而未拆。
拆除前，拆迁工作组召集民工干部研究拆除办法，并向民工宣传文物保护政策。拆除中，对所有文物进行登记，并派专人负责查对和安放，最后按处所分成10摊，将未登记木料归并大堆。还配合文物工作队拍照、编写测绘记录，登记主要建筑门窗木架。6月28日，西柏坡纪念馆筹备处迁到山上新址办公。到6月30日，西柏坡纪念馆筹备处大体搬清，海拔170公尺以下本馆的树木也全部砍伐运往山上。7月15日岗南水库蓄洪，首次蓄洪水位183公尺，7月21日西柏坡中共中央旧址全部被淹，旧址最高建筑物朱德总司令石窑洞没顶约0.4公尺。7月30日水库开闸，水位降到168公尺，旧址地面全部复露。拆迁工作组趁机又组织工人转移旧址附近砖石，拆除了朱德总司令石窑洞，并将海拔170公尺以上本馆的树木砍伐运往山上，至此纪念建筑物全部搬清。9月初，水库第二次蓄洪，因雨季已过，到10月底水位才到达183公尺以上。

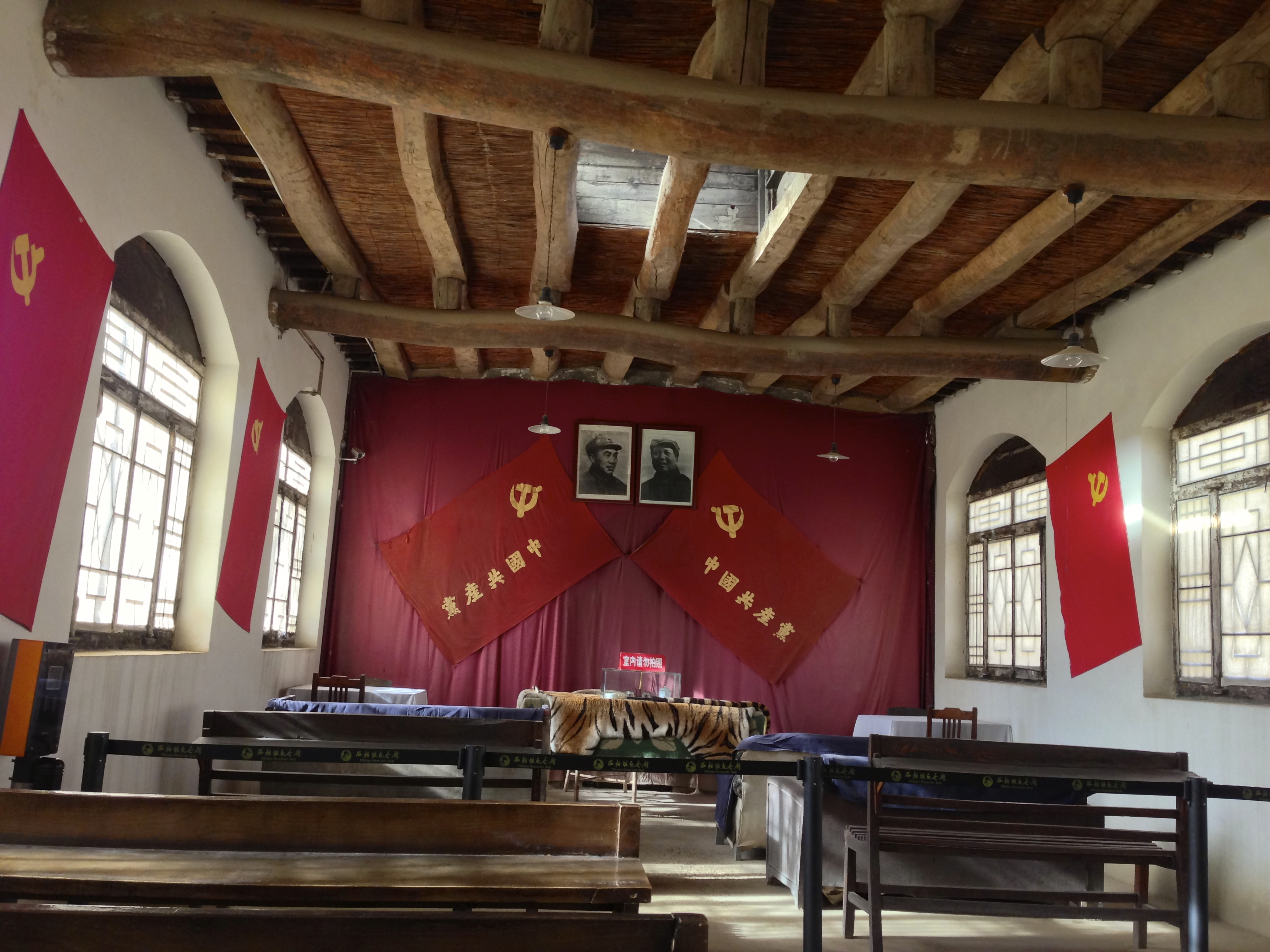
中国共产党七届二中全会会址

1959年6月，中共平山县委和平山县人大在柏坡人民要求下，向河北省人大提出重建西柏坡中共中央旧址。7月，河北省人大指示西柏坡纪念馆筹备处仅建纪念碑和复建中共七届二中全会会址、军委作战室、小礼堂，并保留各主要旧居的房架木料。8月20目，中共平山县委批准由洪子店建筑社出工包做，西柏坡纪念馆筹备处备料。8月28日开工，但因缺乏人手，进度缓慢。1959年10月24日，中共中央委员刘澜涛、胡乔木，中共河北省委书记林铁等来西柏坡纪念馆视察。刘澜涛介绍了1947年中央到西柏坡后的情况，指出应复原各大事件的会议场所及五大书记办公处所，并提出在建成展览馆后要介绍旧址拆迁经过，因纪念建筑复原故可不必树纪念碑。林铁、胡乔木也都有指示。10月31日，河北省文化局派人来馆交代迁建问题，指出应先平垫迁建基地，设计好后听指示再开工。11月2日，中共河北省委书记、副省长阎达开来馆，指示迁建基地须加高到海拔209公尺以上。11月18日，河北省文化局、河北省工程局、农林厂及测量队组成工作组到馆，重新测量、确定地基、准备建馆方案，并上报中共河北省委批准开工。但正逢三年困难时期，复建工程搁置。

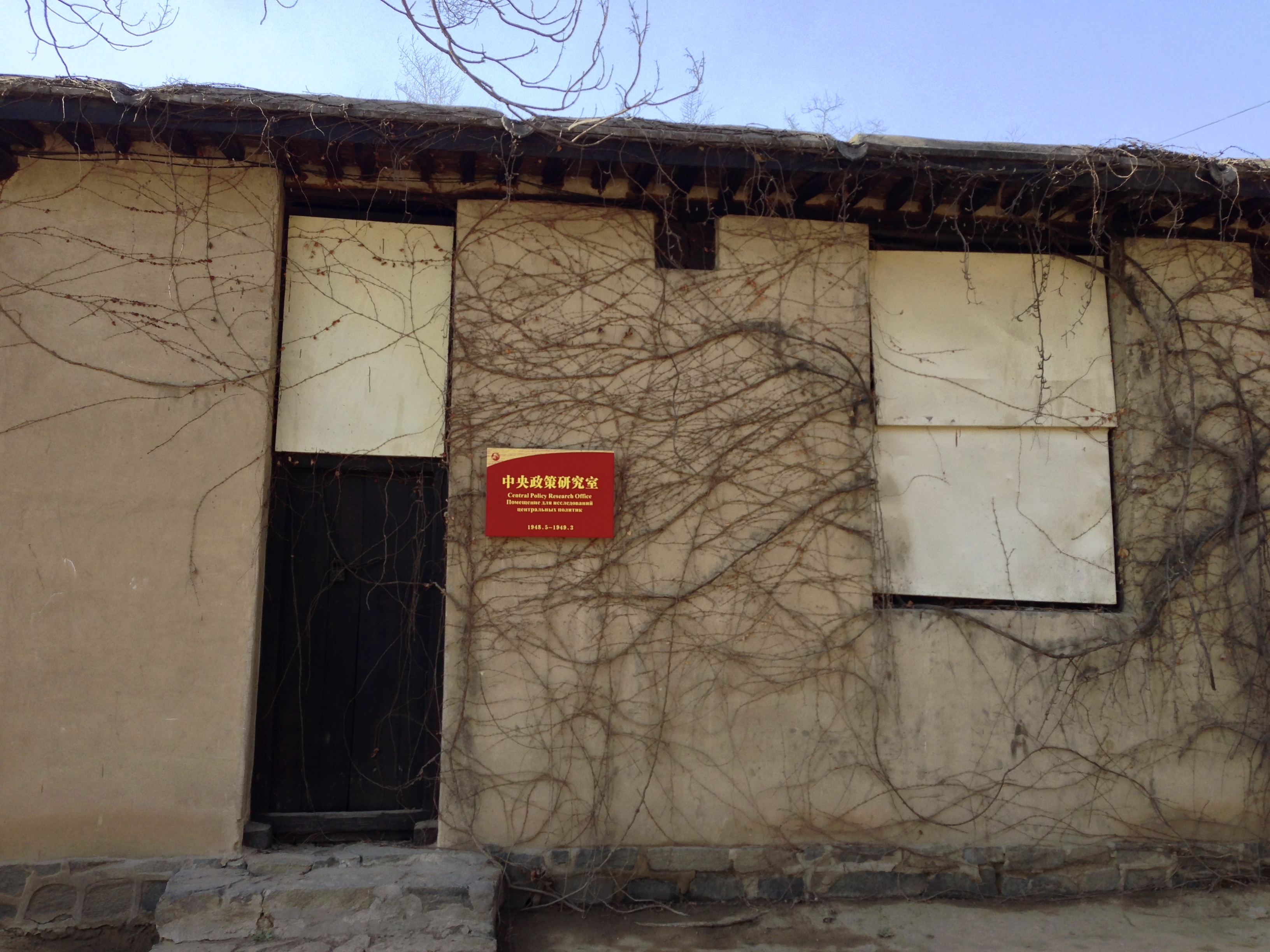
中央政策研究室

“文革”初期的1966年秋，来自全国各地的红卫兵在大串联中到西柏坡“朝圣”，见仅有临时搭建的几间木板房，陈列着数量少且疏于保管的破旧实物。红卫兵们乃与柏坡人民组成“西柏坡革命造反团”，掀起造反运动，向中共平山县委、中共石家庄地委、中共河北省委、中共中央宣传部等部门递交《必须重建第二延安——西柏坡》等造反材料，还向贫下中农、红卫兵发出《关于修建西柏坡革命圣地纪念馆的最最紧急呼吁》。西柏坡纪念馆筹备处随即召集西柏坡村代表、解放军代表、学生代表共商方案，决定推选代表组成“申建西柏坡纪念馆赴京代表团”到北京，向毛泽东主席陈述群众呼声。代表团由古月高中学生郝吉平、中共西柏坡村支部书记阎志庭等四人组成，12月初抵达北京中南海国务院接待站，提出希望见毛主席，并要求中央重建西柏坡中共中央旧址和西柏坡纪念馆。国办接待人员答称，代表们的意见已向中央和毛主席汇报，但毛主席工作忙不能亲自接见，要代表们回去等。1966年12月15日，国务院(66)国秘字第284号文件批复，在西柏坡附近建西柏坡纪念馆，并将此事登在《人民日报》。当时“文革”风暴已严重冲击中共河北省委、省人委，部长、厅局长以上干部多被揪斗。河北省经济委员会副主任王子兴接到北京转来的信，是国务院副总理李富春关于重建西柏坡作为革命传统教育基地的建议，且附有总理周恩来同意的批示，及周恩来捎来的三张当年西柏坡中共中央旧址照片。王子兴找到河北省计划委员会尚未被打倒的副主任韩雁北，韩雁北批拨给王子兴70万元人民币建馆经费。王子兴在汽车上挂了面写着“中央工作组”的小旗，闯过造反派多道关口，从省会保定抵达石家庄，与石家庄市建委组织人员到西柏坡。王子兴选在原址西北约500米且高出原址57米的山上凹地作为重建场地。但随着“文革”深入及王子兴等人被揪斗，重建工作又搁浅。

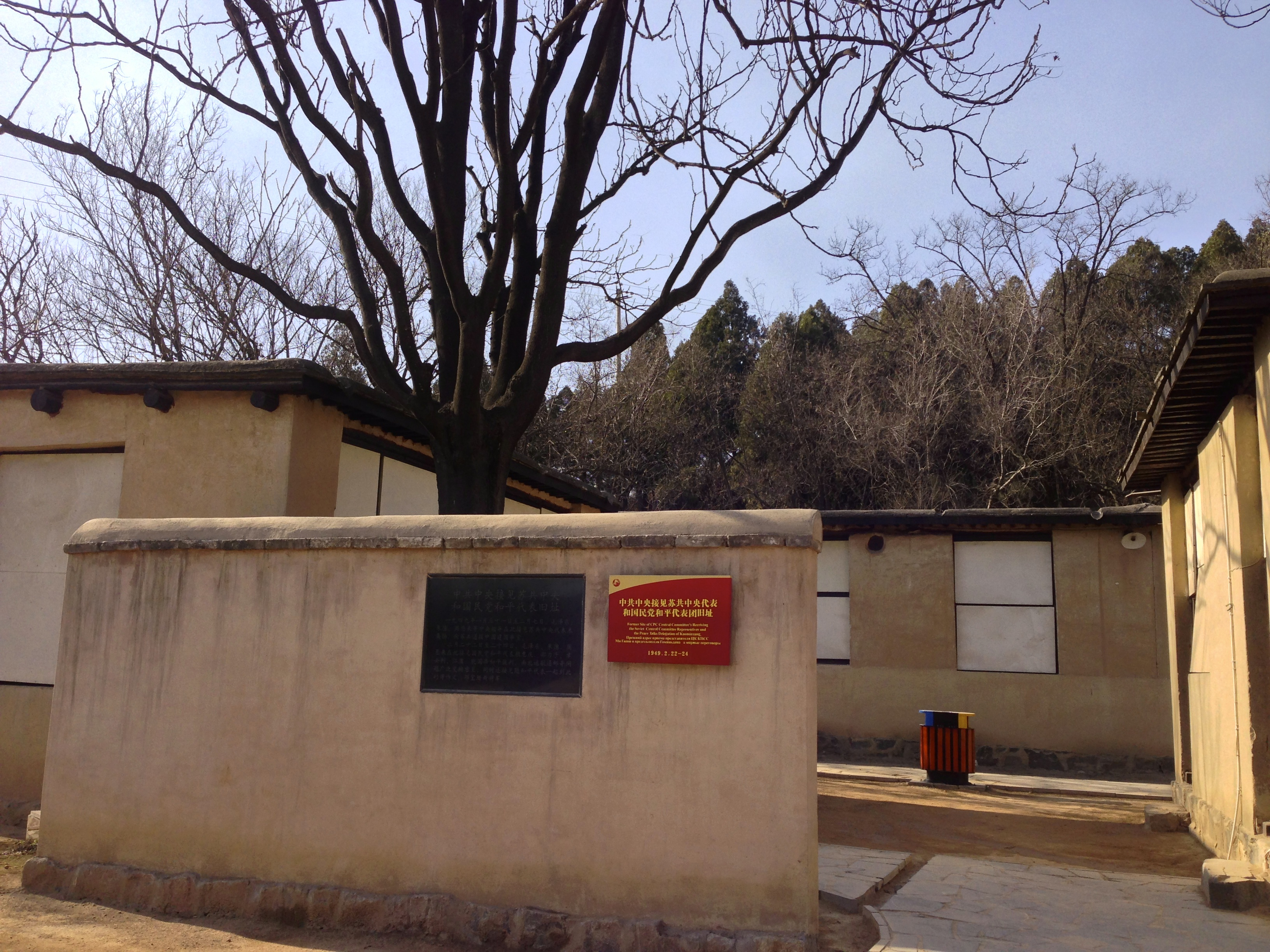
中共中央接见苏共中央代表和国民党和平代表团旧址（1949年2月22日至24日）

1970年7月1日，河北省革命委员会批准成立“革命圣地西柏坡建设指挥部”。当时的复建原则为：“恢复原样，有选择的复建。”决定在1966年冬辟出的场地上复原。1970年12月开工复建。不到一年，陆续复原毛泽东、朱德、周恩来、任弼时、董必武旧居及中共七届二中全会会址、九月会议会址、军委作战室，并自1971年5月11日起接待群众参观。1978年，复原了军委作战室两边厢房、中央机要办公室、收发保卫室、防空洞等。中共十一届三中全会以后，随着刘少奇冤案平反，西柏坡的刘少奇旧居复原，并于1980年7月1日开放。1982年2月23日，国务院将西柏坡中共中央旧址公布为第二批全国重点文物保护单位。1983年9月15日，在中共中央大院立“全国重点文物保护单位”汉白玉碑。1987年5月1日，立文物保护区碑一座，划定文物保护区面积391800平方米，自然保护区面积1333200平方米。1985年5月1目，复原了毛泽东、周恩来等接见国民党和谈代表及接见傅作义、邓宝珊旧址。截至2006年，西柏坡中共中央旧址复原面积共16440平方米，房屋154间，防空洞232米。
西柏坡陈列展览馆1976年10月开工，1978年5月26日在纪念中共中央和解放军总部移驻西柏坡30周年时与西柏坡中共中央旧址同时对外开放。主题陈列《新中国从这里走来》在1993年、1996年、1998年、2003年、2009年修改完善，获国家文物局评为“1998年度全国十大精品陈列”，还获第六届（2003至2004年度）全国十大陈列展览特别奖。

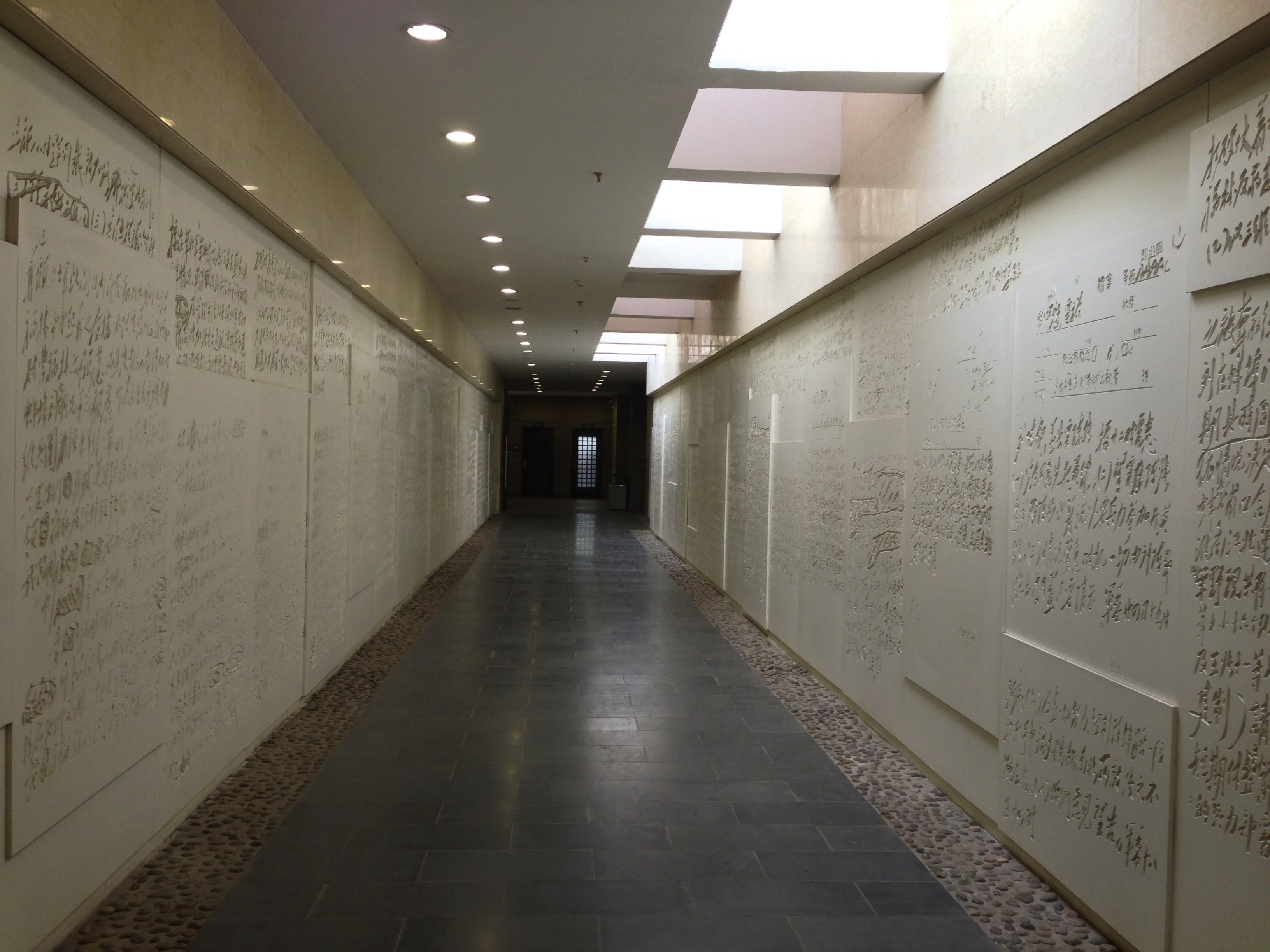
西柏坡纪念馆内的电报长廊，刻在墙上的是西柏坡时期中共中央及解放军总部发出的电报

1992年起，西柏坡纪念馆先后建成西柏坡石刻园（2011年扩建并更名为西柏坡丰碑林）、西柏坡雕塑园、五大书记铜铸像、西柏坡纪念碑、三大战役雕像“飙”、西柏坡文物保护碑、周恩来评语碑、西柏坡青少年文明园等。21世纪初，先后建成开放西柏坡廉政教育馆、西柏坡国家安全教育馆、中央部委旧址区。
1995年，西柏坡纪念馆被国家文物局评为“全国优秀社会教育基地”。1996年，被国家教委、民政部、文化部、国家文物局、共青团中央、解放军总政治部联合公布为“百个全国中小学爱国主义教育基地”。1997年，被中宣部定为“全国百个爱国主义教育示范基地”。2002年10月被中央精神文明建设指导委员会评为“全国精神文明建设工作先进单位”。2008年5月，被国家文物局定为首批“国家一级博物馆”。2009年12月被定为首批“国防教育示范基地”。2010年5月，被中央纪委监察部命名为首批“全国廉政教育基地”。2011年9月被国家旅游局评为“国家AAAAA级旅游景区”。2012年被中宣部授予“全国文化体制改革先进单位”。
2010年4月10日，中共河北省委、河北省人民政府提出“大西柏坡”概念，以做大河北红色旅游。2010年7月，成立西柏坡管理局，作为石家庄市人民政府派出机构，负责西柏坡红色景区及平山县旅游业规划、建设、管理、监督、协调和服务。2010年9月29日，中共石家庄市委成立了“大西柏坡”建设筹备领导小组。2011年1月27日，中共石家庄市委常委会任命西柏坡管理局和党工委部分干部。2010年9月，王俊英任中共平山县委书记（副厅级）兼“大西柏坡”建设筹备领导小组第一副组长、临时党委书记；2011年8月任西柏坡管理局党工委书记兼中共平山县委书记。后陈宗良任西柏坡管理局副局长、党工委委员、西柏坡纪念馆党委书记，王红任西柏坡纪念馆馆长、党委副书记。

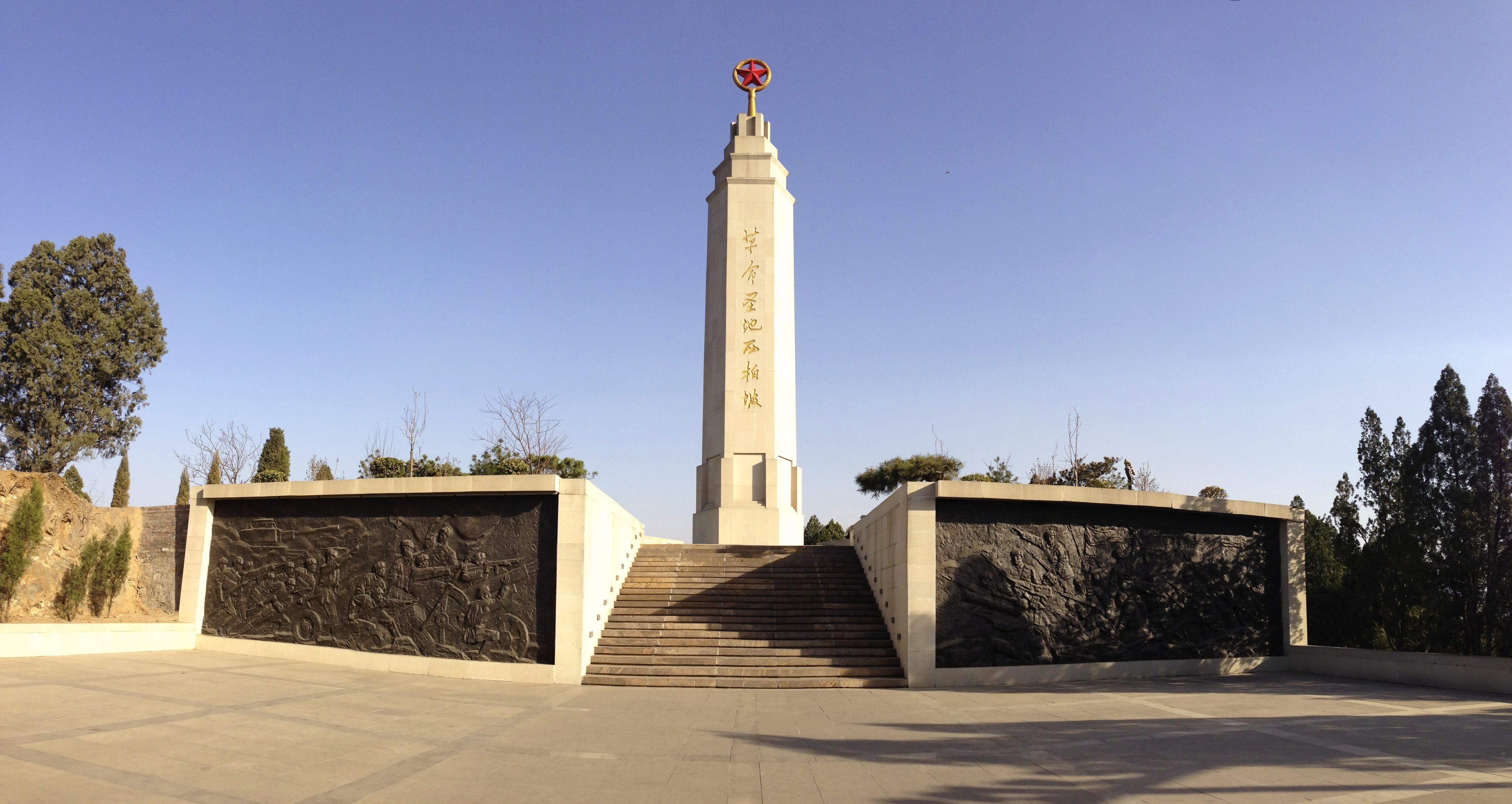
革命圣地西柏坡纪念碑。原为西柏坡纪念碑，1993年为纪念毛泽东诞辰百年，由河北省国防科工委和西柏坡纪念馆共同兴建，正面为邓小平题“西柏坡”，背面为江泽民题词。1998年重建，总高20.5米，两题词不变。2011年再度重建，2011年6月25日举行革命圣地西柏坡纪念碑暨西柏坡丰碑林落成仪式。纪念碑碑身通高28米，正面改为“革命圣地西柏坡”，背面仍为江泽民题词。

1991年9月21日，中共中央总书记江泽民到西柏坡参观考察，听取了西柏坡纪念馆的工作汇报，并参观西柏坡中共中央旧址，并同当地干部群众座谈，强调牢记“两个务必”。1993年，为纪念毛泽东诞辰一百周年，西柏坡纪念馆决定兴建“西柏坡纪念碑”，高18.93米，基座刻有反映西柏坡历史的六幅浮雕，碑名是邓小平题的“西柏坡纪念馆”馆标中的前三字，事先请示中办征得了邓小平同意。碑文是江泽民1991年9月21日在西柏坡参观时题写的“牢记‘两个务必’，建设有中国特色的社会主义”，该题词是横幅，而碑体的字为竖排，所以馆方致信中办请江泽民又题写了一幅同样内容的竖排题词刻在碑上。
2002年12月5日，中共中央总书记胡锦涛和中共中央政治局常委、中央书记处书记曾庆红等中央书记处的同志参观西柏坡纪念馆、中共中央和解放军总部旧址，并同当地干部群众座谈，强调牢记“两个务必”。
习近平在石家庄市正定县工作时就来过西柏坡，后又多次来。2013年7月11日，党的群众路线教育实践活动开始不久，中共中央总书记、国家主席、中央军委主席习近平来到他联系的河北省调研指导，参观了西柏坡纪念馆、中共中央旧址，并在九月会议旧址召开县乡村干部、老党员和群众代表座谈会，强调“两个务必”，这是他到中央工作后第二次来西柏坡。

## 西柏坡中共中央旧址
西柏坡中共中央旧址主要包括：

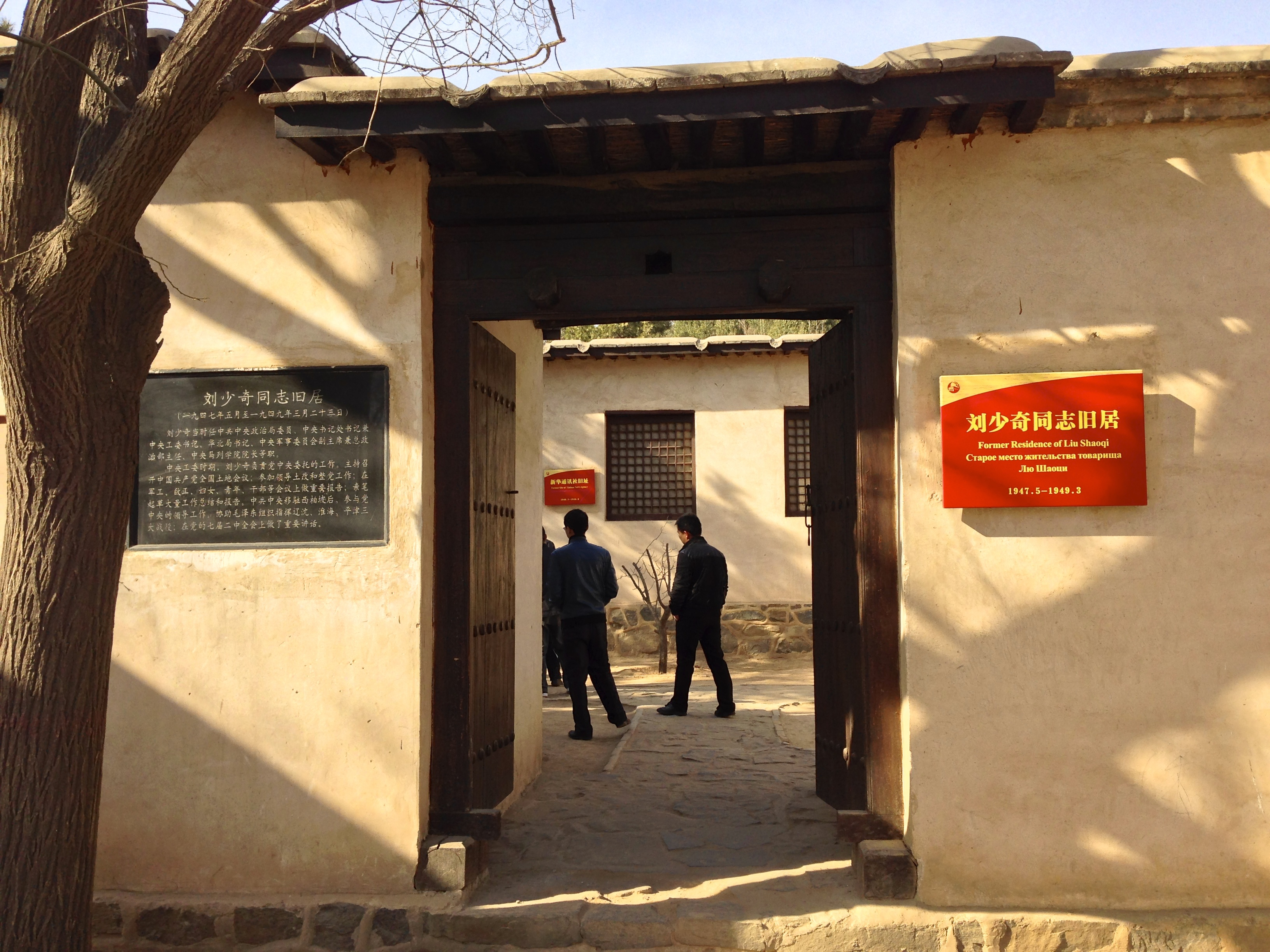
刘少奇同志旧居

- 中国共产党七届二中全会会址：位于中央大院西北角，是中央工委自己建的大伙房。七届二中全会召开前临时布置为会场。1949年3月5日至13日，中共七届二中全会在此召开[18]。
- 中共中央九月会议会址：当时是中央机关自己建的中灶食堂。1948年9月8日至13日，中共中央在此召开了自撤离延安后第一次政治局（扩大）会议，中心议题为“军队向前进，生产长一寸，加强纪律性”，提出建设五百万人民解放军，消灭敌人五百个旅，1946年7月起五年左右从根本上打倒国民党反动统治[19]。

周恩来同志旧居

- 中央军委作战室：坐北朝南，共五间。西边一间是资料室，东边连通的四间是办公室。屋内三张大桌代表三个科（作战科、情报科、战史资料科）。作战室的任务是汇集敌我战情，向中央报告，并根据中央指示下达命令。作战室每周六开总结会一次。据不完全统计，中共中央和中央军委在西柏坡10个月指挥24次规模较大战役。中央副主席周恩来说：“我们这个指挥部可能是世界上最小的指挥部，我们一不发人，二不发枪，三不发粮，就是天天发电报，就把国民党打败了！”[20]
- 毛泽东同志旧居：原为西柏坡村民阎受朝的房屋，分为前后两个院。1948年5月，毛泽东来到西柏坡后便住此，直到1949年3月23日赴北平，在此写下许多著作，其中20篇收入《毛泽东选集》第四卷，他还为人民日报、人民邮电、新华书店、中国青年等题写报头、刊名、店名[21]。

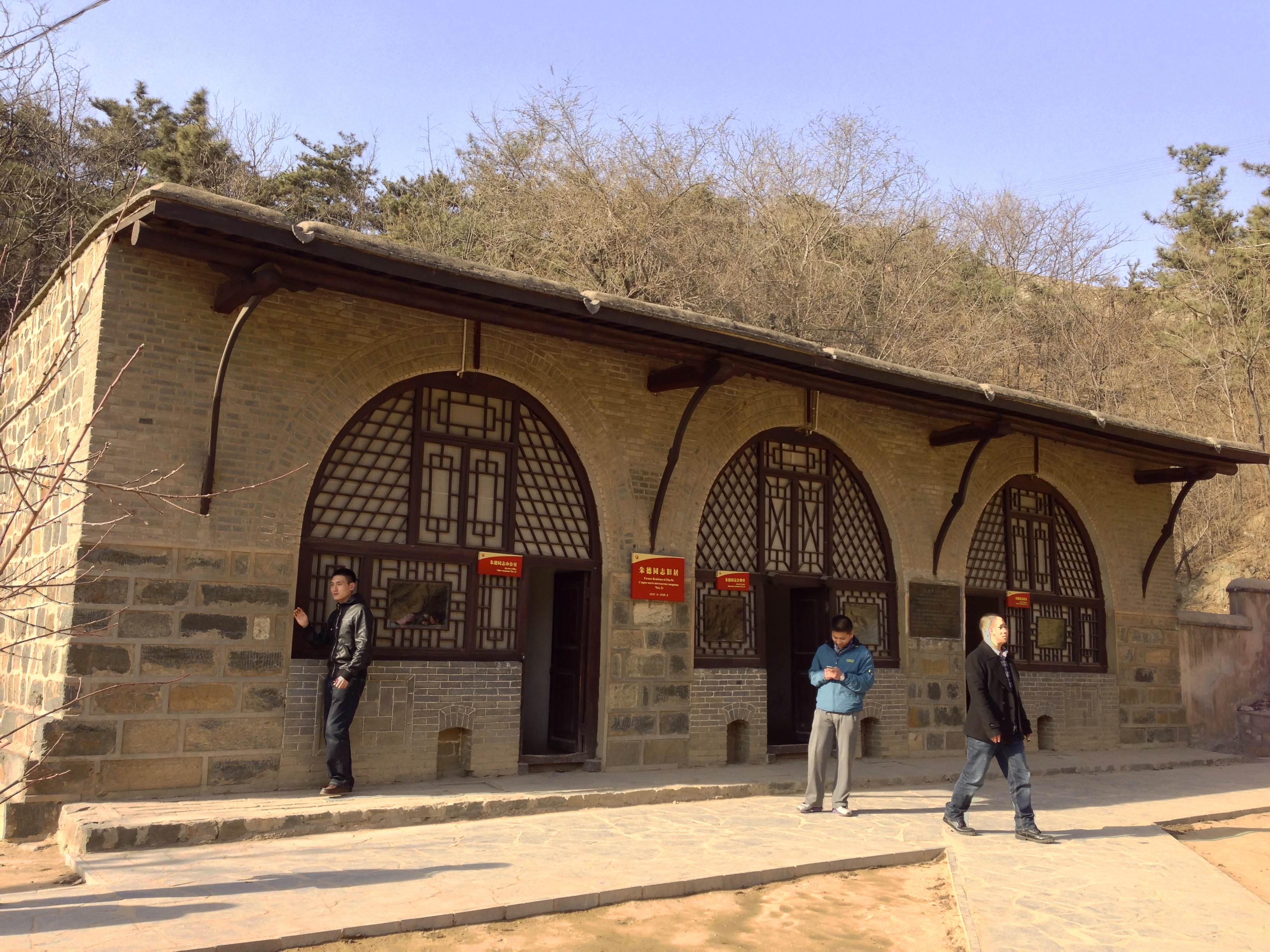
朱德同志旧居

- 刘少奇同志旧居：1947年5月，以刘少奇为书记的中央工委抵达西柏坡，开展中央委托的工作。此后刘少奇在此工作生活，其间任中共中央政治局委员、中央军委副主席兼总政治部主任、中共中央书记处书记兼华北局书记、中央工委书记、中央马列学院院长等职。刘少奇在西柏坡主持召开了中国共产党全国土地会议，通过了《中国土地法大纲》，实现耕者有其田。中共中央到西柏坡后，刘少奇协助毛泽东指挥了三大战役，还参加了九月会议及七届二中全会并讲话。1949年3月23日刘少奇赴北平[22]。

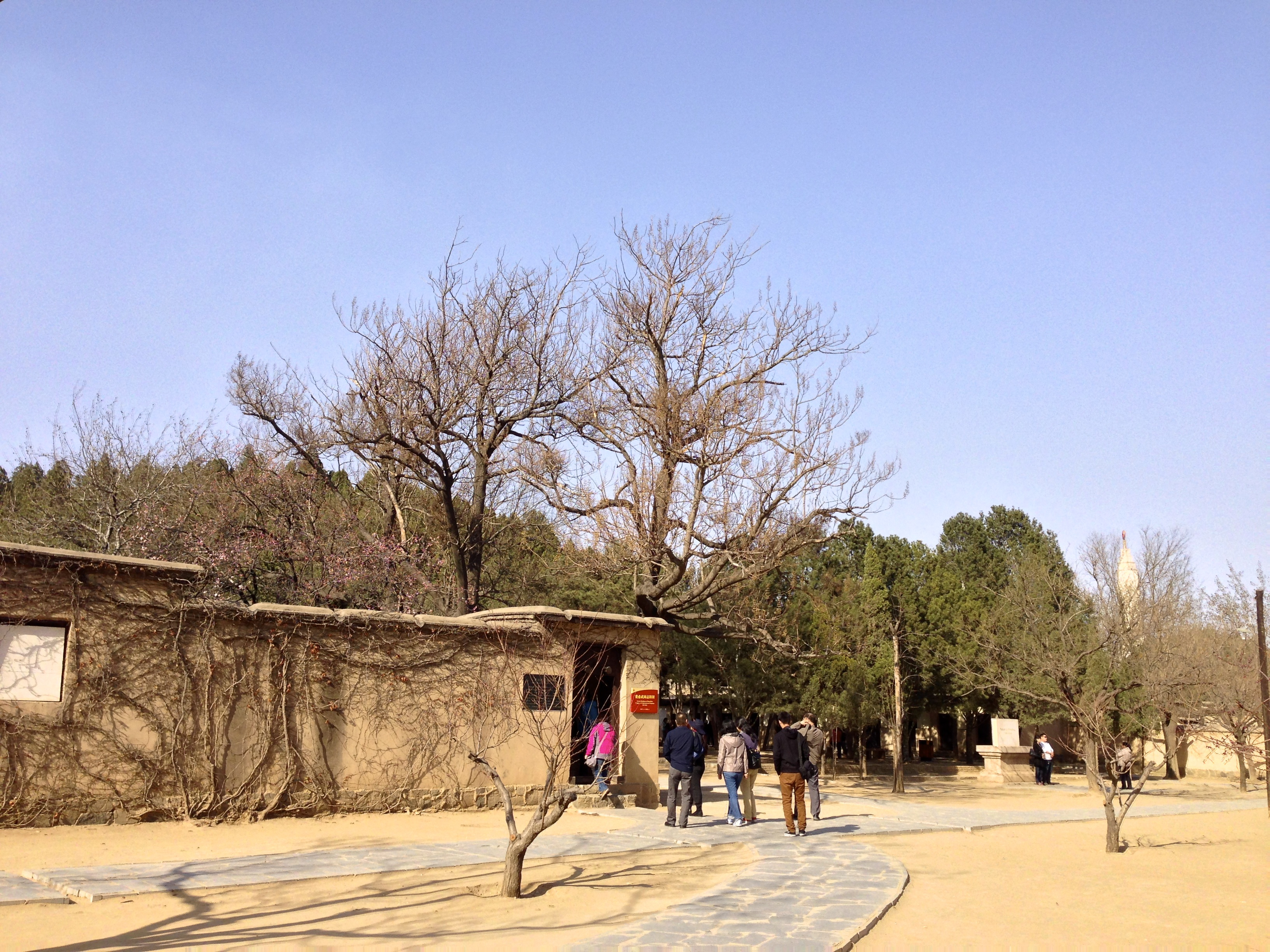
董必武同志旧居

- 周恩来同志旧居：位于中央大院最东侧，院内东北房是周恩来办公室；正北房西边一间是卧室，东边一间是邓颖超办公室。1948年4月23日，周恩来率中央前委到西柏坡，直至1949年3月赴北平，其间任中共中央政治局委员、中共中央书记处书记、中央军委副主席兼代理总参谋长，每晚只睡两三个小时，被称为“天天都是东方红”[23]。
- 朱德同志旧居：三间仿窑洞式建筑。1947年中央工委到西柏坡后，请陕北工匠建造此房。1947年5月，朱德同刘少奇等一起到西柏坡，其间任中国人民解放军总司令、中共中央书记处书记、中央军委副主席和中央工委副书记等职。工委期间，朱德指挥了青沧、保北、清风店、石家庄等战役。三委合并后又协助毛泽东指挥三大战役，出席九月会议和七届二中全会并讲话[24]。
- 任弼时同志旧居：东邻周恩来同志旧居，西邻毛泽东同志旧居。是南北狭长的四合院。1948年4月23日任弼时到西柏坡，其间任中共中央政治局委员、中央书记处书记和中央秘书长等职，抱病参与中央领导工作，尤其是青年工作、部队政治工作、土地改革工作、党的组织工作等，还参加了九月会议、一月政治局会议、七届二中全会等会议并讲话[25]。

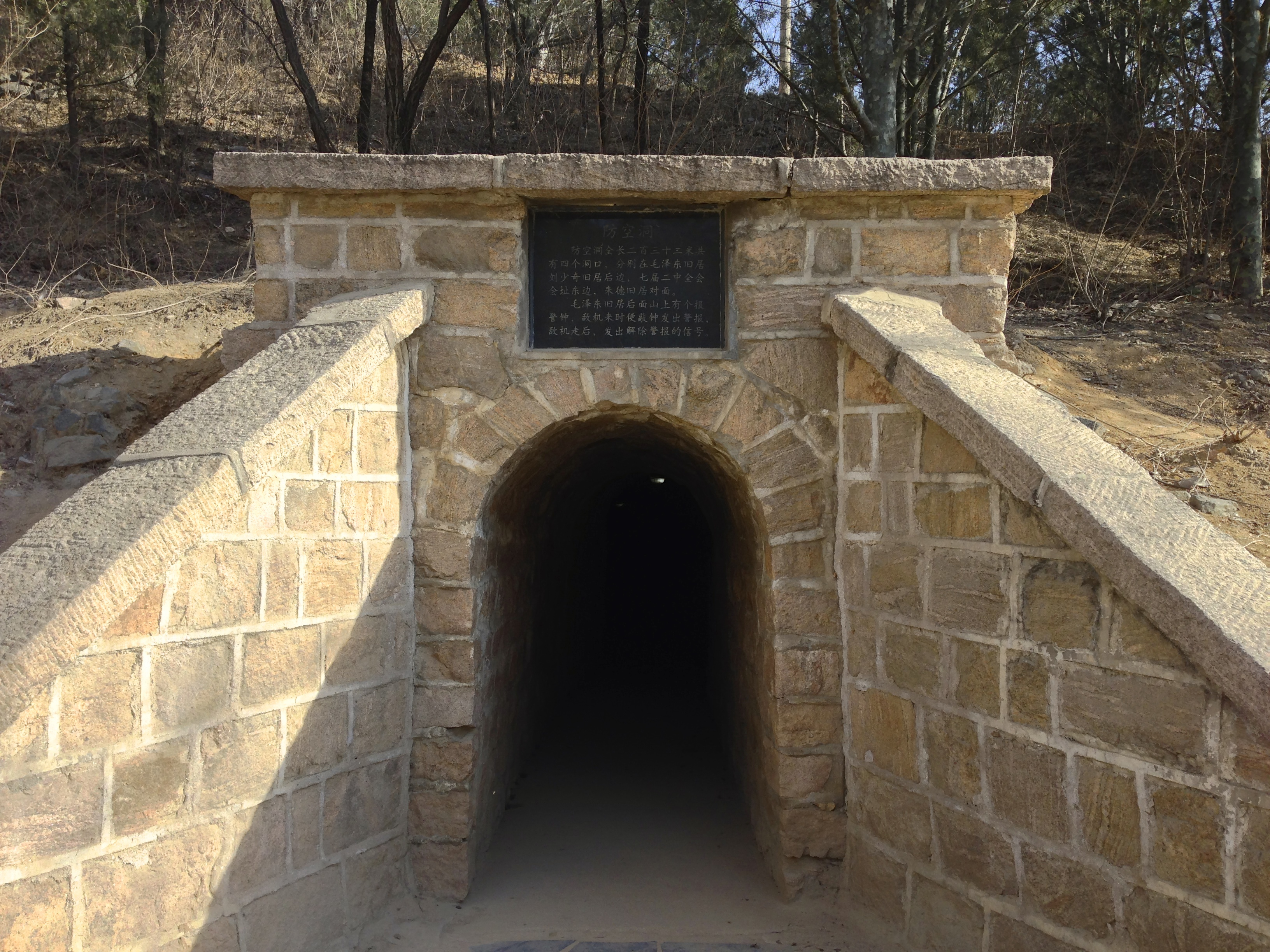
防空洞

- 董必武同志旧居：坐北朝南，是典型北方民居。1947年5月，董必武随中央工作委员会到西柏坡，1949年3月赴北平，其间任中共中央政治局委员、中央工委常委、华北局书记处书记、华北财经委员会主任、华北人民政府主席等职，协助刘少奇、朱德领导中央工委工作，尤其是解放区财经工作，为统一全国财经工作奠定基础；出席了全国土地会议、九月会议和七届二中全会等会议并讲话；华北人民政府成为中华人民共和国中央人民政府的雏形[26]。
- 防空洞：是中央工委到西柏坡后修建，全长232米，共四个洞口，分别在毛泽东旧居、刘少奇旧居后面，七届二中全会会址东面，朱德旧居对面。当时在柏坡岭上山头凹陷处建一防空哨岗楼，用三根木杆支一架子，中央挂一小铁钟，敌机来时敲钟报警，敌机走后敲钟解警[27]。

## 西柏坡中央部委旧址区
西柏坡中央部委旧址区位于西柏坡镇北庄村，东距西柏坡纪念馆1公里，修复了11处旧址，占地77.83亩，建筑面积5172.03平方米，院落面积4224.9平方米，房间331间。2010年11月开始复原，2011年6月25日对外开放。
- 中央办公厅旧址：包括中央办公厅、中央办公厅机关办公区及工作人员办公室、中央警卫团、中央秘书处、中央机要处、中央特会室等6处，占地31.131亩，建筑面积1606.77平方米，院落面积1508.68平方米，房间76间。当时中央办公厅是中央书记处的办事机构，也是中央委员会和中央政治局的办事机构[29]。
- 中央政协大礼堂旧址：坐北朝南，砖土木结构，总占地面积360.23平方米、建筑面积360.23平方米、房间20间。1948年4月30日中共中央发布五一口号后，各民主党派人士纷纷进入解放区，筹备召开新政协。中共中央将先期决定在哈尔滨召开的新政协会议改在西柏坡召开，中央机关乃在东柏坡建礼堂。礼堂建好后不仅为民主人士集会、议事服务，也供中央机关开会及丰富中央机关业余生活。1948年9月20日到10月6日，中央在此召开全国解放区妇女工作会议；1949年进北平前，中央机关动员大会都在此召开。1948年九月会议后，为庆祝会议成功，中央调京剧演员李和曾、金刚钻等来此演出多日。1949年3月七届二中全会期间，中央请华北局文工团及延安放映队在此为代表们进行文艺和电影演出。现礼堂内展出《风雨同舟，继往开来》展览[30]。
- 中央法律委员会旧址：坐北朝南，总占地面积487.93平方米，建筑面积234.11平方米，院落面积253.82平方米，房间21间。分东西两小院，西院南房西房为展室，展出中央法律委员会展览；北房东西屋分别是谢觉哉、王明同志办公及住室，介绍二人生平及西柏坡时期贡献；东房是厨房；东院北房东西屋分别是编译室、研究室；南房是警卫班；东房是会议室[31]。
- 中央青委旧址：坐东朝西，总占地面积762.7平方米，建筑面积444.98平方米，房间27间。是两进两出四合院。前院西房南北分别是厨房和警卫室，南房是中央青委书记冯文彬办公室，北房、东房、后院为展室和互动体验室[32]。
- 中央军委后勤部旧址：坐西朝东，总占地面积536.51平方米，建筑面积349.89平方米，房间21间。复原的是军委后勤部在夹峪村的主要院落，杨立三、汤平、参谋处及兵站运输组住此院。军需组与兵工军械组在夹峪村南街的另一个院。修复该旧址时，以主要院落为原型，将两个院合为一个院，将军需组与兵工军械组也在此复原，调整了部分建筑格局。北房东西屋分别是杨立三夫妇和汤平夫妇住所；东房是参谋处和军需组；西房是兵站运输组和兵工军械组，后院是马棚。内有《军委后勤部在西柏坡展览》[33]。
- 中央马列学院旧址：坐东朝西，总占地面积896.08平方米，建筑面积522.55平方米，院落面积373.53平方米，房间40间。两进两出，西院南房是展室，北房东西屋分别是陈伯达办公室和杨献珍办公室，东、西房是工作人员室和厨房；东院东房南北屋分别是学员活动室和经济学教员室，西房南北屋分别是哲学教员室和语文教员室，南北房是工作人员室[34]。
- 中央财政经济部旧址：四合院，原为地主宅院，后被中央财政经济部征用，占地面积336.63平方米，建筑面积240.06平方米，院落面积85.57平方米，房间16间。北房三间是中央财政经济部负责人办公及居住房间。东西厢房原是工作人员住室，现为展室。进门处的西配房是警卫人员宿舍，东配房改为介绍该部历史的影片放映室[35]。
- 中央外事组旧址：坐西朝东，占地面积371.54平方米，建筑面积203.44平方米，院落面积168.1平方米，房间18间。北房是王炳南办公室和卧室、马海德办公室和卧室。东厢房是工作人员室，西厢房是警卫室[36]。
- 中央社会部旧址（中央情报部）：坐北朝南，总占地面积910.7平方米，建筑面积333.24平方米，院落面积577.46平方米，房间20间。分东西两个院。西院是中央社会部在西柏坡展室。东院是李克农同志旧居。旧址南房东西分别是机要室和第一室（情报），东厢房是第三室（干部、总务），西厢房是第二室（侦察、保卫），北房为李克农办公室兼卧室[37]。
- 军委总卫生部和朱豪医院旧址：总占地面积473.46平方米，建筑面积222.9平方米，房间22间。分两个院，即总卫生部和朱豪医院。军委总卫生部旧址正房三间为部长苏井观、副部长傅连暲的办公室兼卧室，中间一间是会客室，东厢房是黄树则办公室兼卧室。西厢房是军委总卫生部警卫班。军委总卫生部是国家卫生部和解放军总后勤部卫生部的前身。朱豪医院旧址北为药房；西房北边是妇产科，中间是内科和儿科，南边是检验科，院子南边是马棚，东边是牙科、外科和手术室[38]。
- 中央人民广播电台旧址：坐南朝北，占地面积977.67平方米，建筑面积419.83平方米，院落面积557.84平方米，房间29间。分为旧址区和展览区，展览区为西院，展出电台历史及齐越的贡献。旧址区东房分别是第一代播音员专题展览和影音室，南房分别是播音员宿舍、发射机房、播音室等[39]。

此外还有两处旧址不在西柏坡中央部委旧址区内：
- 中央组织部旧址：1947年5月至1949年3月中组部设在平山县南庄村。2009年9月完工。2010年3月29日，中共中央政治局常委李长春在西柏坡提出“要加快组织实施红色文化保护工程”，中组部旧址在2011年建党90周年前夕对外开放。旧址总占地面积7200平方米，建筑面积2200平方米，分四个院落。一号院是刘少奇办公室及住室；二号院是西柏坡时期的中共中央组织部展览、彭真办公室及住室和中组部招待所；三号院是中组部各处室；四号院是安子文办公室及住室[40]。
- 中央宣传部旧址：位于西柏坡镇北庄村，占地16.8亩，建筑面积1410.714平方米，院落面积1985.886平方米，房间113间。是北方民居建筑，属于平山县开明士绅齐学韶。分西院、中院、东院。西院又分前后两个小院，前院展览《西柏坡时期的中共中央宣传部》，有中宣部副部长徐特立办公室和住室，编译组和教育研究组办公处；后院正房是部长陆定一办公室及住室。中院原是齐学韶家粮仓，现为中宣部图书室。东院原是齐学韶家工作人员居所。中宣部在西柏坡时期机关驻地分散，中宣部负责的新华社、教育研究组、编审组、党内教育组、翻译组、出版组住在西柏坡村附近不同村内，此次旧址复原属集中复原陈列[41]。